# Unkenbach
Unkenbach là một đô thị thuộc thuộc huyện Donnersberg, Đức. Đô thị Unkenbach có diện tích 5,13 km², dân số thời điểm ngày 31 tháng 12 năm 2006 là 245 người.